# Asperula wettsteinii
Asperula wettsteinii là một loài thực vật có hoa trong họ Thiến thảo. Loài này được Adamovic mô tả khoa học đầu tiên năm 1889.